# Corymorpha valdiviae
Corymorpha valdiviae is een hydroïdpoliep uit de familie Corymorphidae. De poliep komt uit het geslacht Corymorpha. Corymorpha valdiviae werd in 1911 voor het eerst wetenschappelijk beschreven door Vanhöffen. 